# Tournée de l'équipe d'Afrique du Sud de rugby à XV en 1937

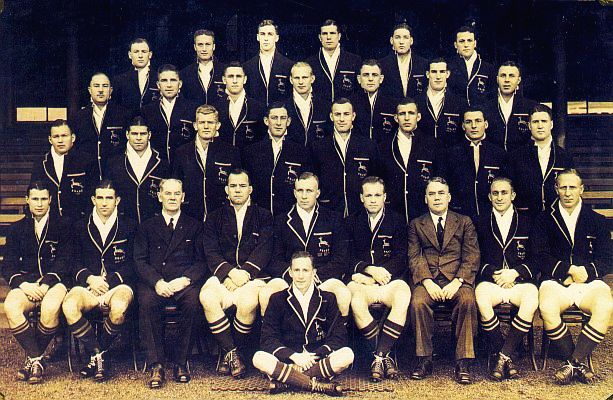
Équipe d'Afrique du Sud de la tournée de 1937.

La tournée de l'équipe d'Afrique du Sud en 1937 voit les Springboks d'abord rendre visite aux Wallabies pour un premier test joué le 26 juin 1937 (série gagnée 2-0), puis les Springboks remportent leur série contre les All Blacks (2-1).
Les All Blacks remportent le premier test match mais s’inclinent lors des deux suivants. Ils ont affaire à forte partie car cette équipe d'Afrique du Sud de 1937 est parfois décrite comme la meilleure qui ait joué en Nouvelle-Zélande. 
Vingt-deux joueurs sont de la tournée. Parmi ceux-ci, Ferdie Bergh, Gerry Brand, Danie Craven, Boy Louw, Fanie Louw, Flip Nel et Dai Williams sont quelques célébrités.
C'est la seule équipe d'Afrique du Sud à avoir remporté une série en Nouvelle-Zélande.

## Première ligne
- CB Jennings, un match
- Boy Louw, 4 matches
- Fanie Louw, 4 matches
- Henry Martin, 1 match
- Jan Lotz, 5 matches

## Deuxième ligne
- Ferdie Bergh, 5 matches, 3 essais
- Flip Nel, 4 matches, 4 fois capitaine
- Mauritz van den Berg, 4 matches

## Troisième ligne
- Ebbo Bastard, quatre matches, deux essais
- Lukas Strachan, cinq matches
- George van Reenen, deux matches, deux essais

## Demi de mêlée
- Danie Craven, cinq matches, une fois capitaine
- Pierre de Villiers, trois matches

## Demi d'ouverture
- Tony Harris, deux matches
- Daantjie van de Vyver, un match

## Trois-quarts centre
- Louis Babrow, cinq matches, trois essais
- Flappie Lochner, un match
- Jimmy White, quatre matches, un essai, un drop

## Trois-quarts aile
- Pat Lyster, un match
- Freddie Turner, cinq matches, deux essais
- Dai Williams, cinq matches, trois essais

## Arrière
- Gerry Brand, quatre matches, sept transformations, deux pénalités.

## Résultats des matches
| No | Date              | Lieu                          | Match                             | Score   | Compétition |
| -- | ----------------- | ----------------------------- | --------------------------------- | ------- | ----------- |
| 1  | 26 juin 1937      | Sydney Australie              | Australie – Afrique du Sud        | 5 – 9   | test match  |
| 2  | 17 juillet 1937   | Sydney Australie              | Australie – Afrique du Sud        | 17 – 26 | test match  |
| 3  | 14 août 1937      | Wellington Nouvelle-Zélande   | Nouvelle-Zélande – Afrique du Sud | 13 – 7  | test match  |
| 4  | 4 septembre 1937  | Christchurch Nouvelle-Zélande | Nouvelle-Zélande – Afrique du Sud | 6 – 13  | test match  |
| 5  | 25 septembre 1937 | Auckland Nouvelle-Zélande     | Nouvelle-Zélande – Afrique du Sud | 6 – 17  | test match  |

## Points marqués par les Springboks

### Premier match, contre l'Australie
- Ferdie Bergh 3 points : un essai
- Ebbo Bastard 3 points : un essai
- Gerry Brand 3 points : une pénalité

### Deuxième match, contre l'Australie
- George van Reenen 6 points : 2 essais
- Louis Babrow 3 points : un essai
- Ferdie Bergh 3 points : un essai
- Dai Williams 3 points : un essai
- Jimmy White 3 points : un essai
- Gerry Brand 8 points : quatre transformations

### Troisième match, contre la Nouvelle-Zélande
- Dai Williams 3 points : un essai
- Jimmy White 4 points : un drop

### Quatrième match, contre la Nouvelle-Zélande
- Ebbo Bastard 3 points : un essai
- Freddie Turner 3 points : un essai
- Gerry Brand 7 points : deux transformations, une pénalité

### Cinquième match, contre la Nouvelle-Zélande
- Louis Babrow 6 points : deux essais
- Ferdie Bergh 3 points : un essai
- Freddie Turner 3 points : un essai
- Dai Williams 3 points : un essai
- Gerry Brand 2 points : une transformation

## Meilleur réalisateur
- Gerry Brand 20 points : sept transformations, deux pénalités

## Meilleurs marqueurs d'essais
- Ferdie Bergh : trois essais
- Louis Babrow : trois essais
- Dai Williams : trois essais.